# Непрекидна случајна променљива
Непрекидна случајна променљива је случајна променљива дефинисана на непребројивом скупу исхода која га пресликава у функцију дефинисану на неком бесконачном домену (обично на скупу реалних бројева).
За разлику од непрекидне случајне променљиве, дискретна случајна променљива узима вредности из пребројивог скупа исхода које се пресликавају у пребројив у скуп вероватноћа. Случајна променљива може бити и комбинација дискретне и непрекидне случајне променљиве.
Непрекидна случајна променљива се у дискретну случајну променљиву може превести преко делта функције или множењем са било ком дискретном функцијом, док се дискретна функција у непрекидну може превести множењем са било ком скоковитом или дискретном функцијом.